# 华南理工大学图书馆
华南理工大学图书馆是中华人民共和国华南理工大学的图书馆，于1952年11月随华南工学院（现华南理工大学）的成立而启用。该馆由五山校区总馆、五山校区北区分馆（自然科学图书馆）、大学城校区分馆和广州国际校区分馆组成，截至2019年，馆舍总建筑面积达到6.3万平方米，馆藏总量约727万册。

## 沿革

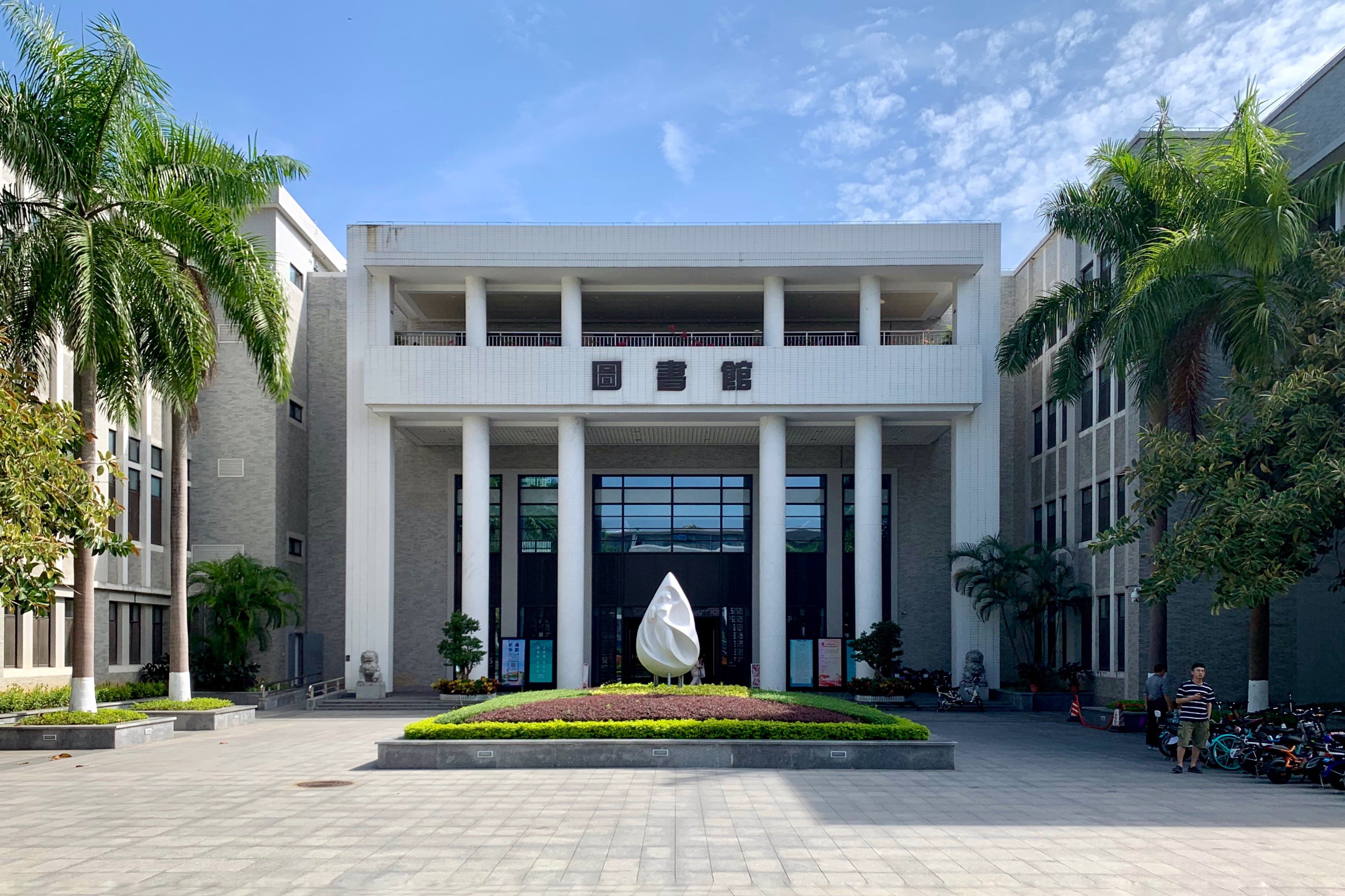
五山校区总馆正门

图书馆于1952年11月高等院校调整时期随华南工学院一同成立。由于馆舍尚未建成，图书馆初期设在6号楼，直至1954年图书馆完工。当时接收了中山大学工学院、岭南大学工学院、华南联合大学工学院、广东工业专科学校及湖南大学、南昌大学、广西大学等院校有关学科的图书3万多册；1956年6月，调出部分电工类图书赴筹办中的成都电讯工程学院:4。
文化大革命期间，华工图书馆遭到严重破坏。1966年，广东省委工作队进驻华工，图书馆阅览室被充作群众集会的会场之一；后图书馆被瓜分为数个红卫兵组织的总部所在地。1967年8月4日，两派群众组织在图书馆发生武斗，图书馆西北角木楼梯被人纵火焚烧，致使数千册图书受损，馆内设施遭受严重破坏:318。
文革结束后，图书馆于1979年8月成立了华南地区唯一一个直属国家教委的外国教材中心图书室，主要负责引进、收藏化工和工程图学类外国教材和图书资料。
1994年，在广东省高教厅的组织下，华南理工大学图书馆牵头，与暨南大学、华南农业大学、广东工业大学、广东技术师范学院和华南师范大学共同成立了“广州石牌地区高校图书馆协作组”，是广东首个同类组织。
1998年，香港慈善家方润华向图书馆捐赠100万元人民币成立“树华电子智源中心”电子阅览室。
2004年，华工图书馆成立了教育部科技查新工作站，提供科技查新服务。2018年7月，以该查新站为基础成立了华工知识产权信息中心，并在2019年5月获教育部与国家知识产权局授牌为首批高校国家知识产权信息服务中心。
2018年12月，华工与广州市人民政府签订协议，将共同建设“广州科技图书馆”。该馆由华工牵头，将整合华工图书馆已有的文献信息资源和人力资源，馆内文献资源以自然科学为主，将兼具高校图书馆与公共图书馆双重功能。

## 馆舍

### 五山校区总馆

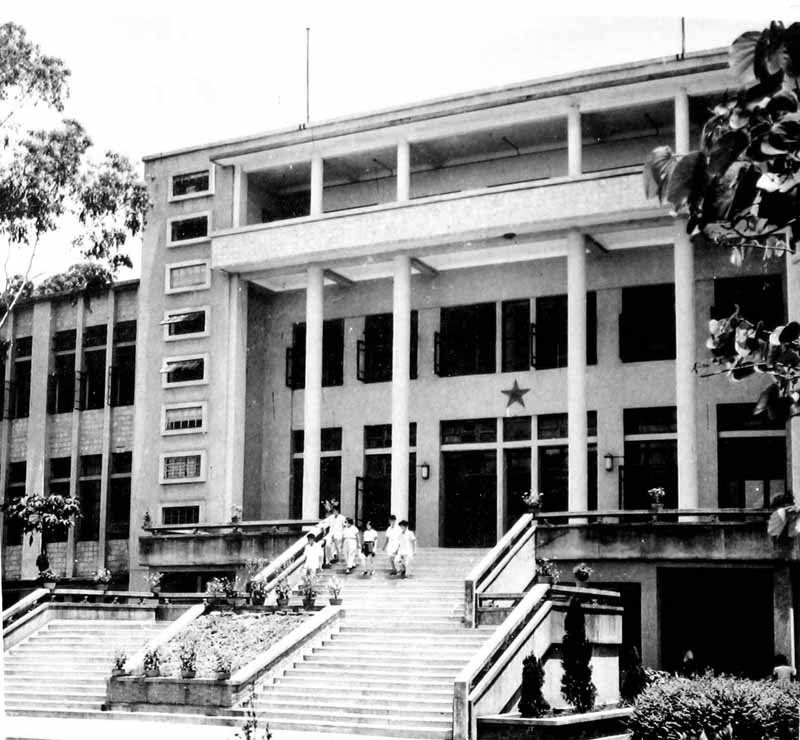
1960年的图书馆正门

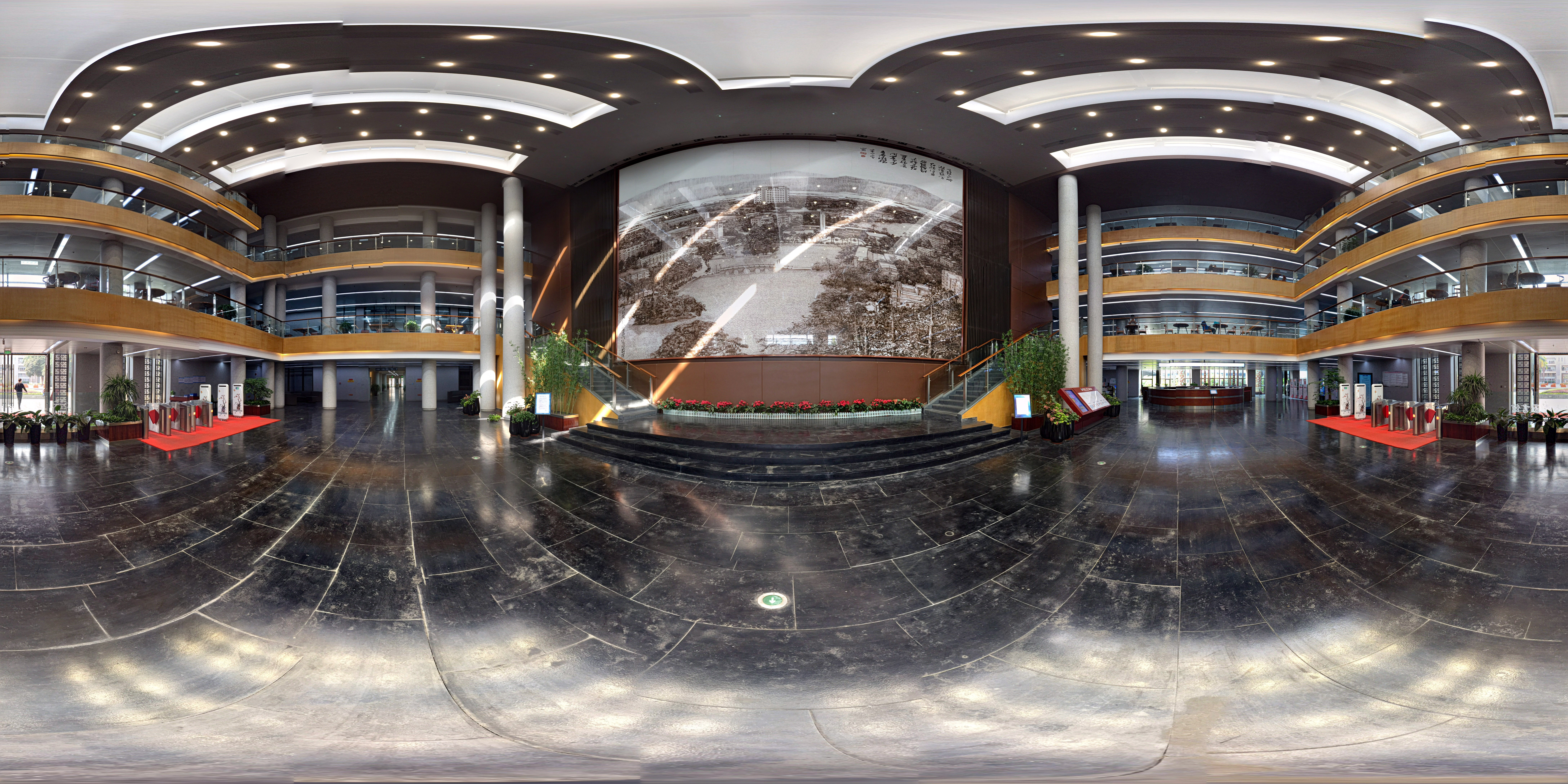
五山校区总馆一楼大厅

五山校区总馆位于五山校区正门东侧，由新老馆舍衔接而成。
老馆为原国立中山大学石牌校区的图书总馆，奠基于1936年11月，由著名图书馆学专家、国立中山大学图书馆主任杜定友教授主持，著名建筑设计师杨锡宗设计，广州兴兴建筑公司承建。由于石牌校区前期的建设工程拖欠了建筑公司过多的款项，工程速度缓慢。1937年8月日军飞机对中大进行轰炸，中山大学疏散至他地，建筑工程被迫停止；1938年广州沦陷后，未完工的图书馆被日军占为马厩:5。该馆原设计为三层半中国宫殿式建筑，当时仅完成了首层楼面的混凝土工程。1945年广州光复后，杜定友拟于1946年完成图书馆的建筑工程，但因筹款无门，该项计划未能完成:45。
1951年1月，中山大学决定在原图书总馆的基础上修改设计工程续建。该续建工程由著名建筑设计师夏昌世教授主持，陈伯齐、杜汝俭、林克明、方棣棠与邝正文等建筑工程系教授参与。1952年10月高校院系调整，中山大学迁至康乐园，图书馆的续建工作由华南工学院承接，最终于1954年5月竣工验收。1959年，作为新中国成立10周年“基本建设方面伟大成就”的一个缩影，被建筑工程部建筑科学研究院主编的《建筑十年》画册收录。
1987年6月，图书馆进行了扩建工程，在南侧修建了新馆，并于1990年11月3日竣工:319。2002年，图书馆对外墙立面和正门进行了改造。2014年1月，北馆（即扩建前的老馆舍）被列入广州市历史建筑名单；同年，图书馆进行了内部翻修，但北楼的部分建筑未依法报批就被拆除，由于被拆除的范围属历史建筑，加上街道有关人员称多次责令停工却无果，在社会上引起了争议。翻修工程期间，所有馆藏图书临时迁至位于五山校区北区的化机1号楼、26号楼和35号楼；最终于2017年完工。

### 五山校区北区分馆
五山校区北区分馆（亦称化机分馆）位于五山校区北区1号楼，建筑面积600平方米。早前为报刊阅览室，2014年改为自然科学图书馆。

### 大学城校区分馆

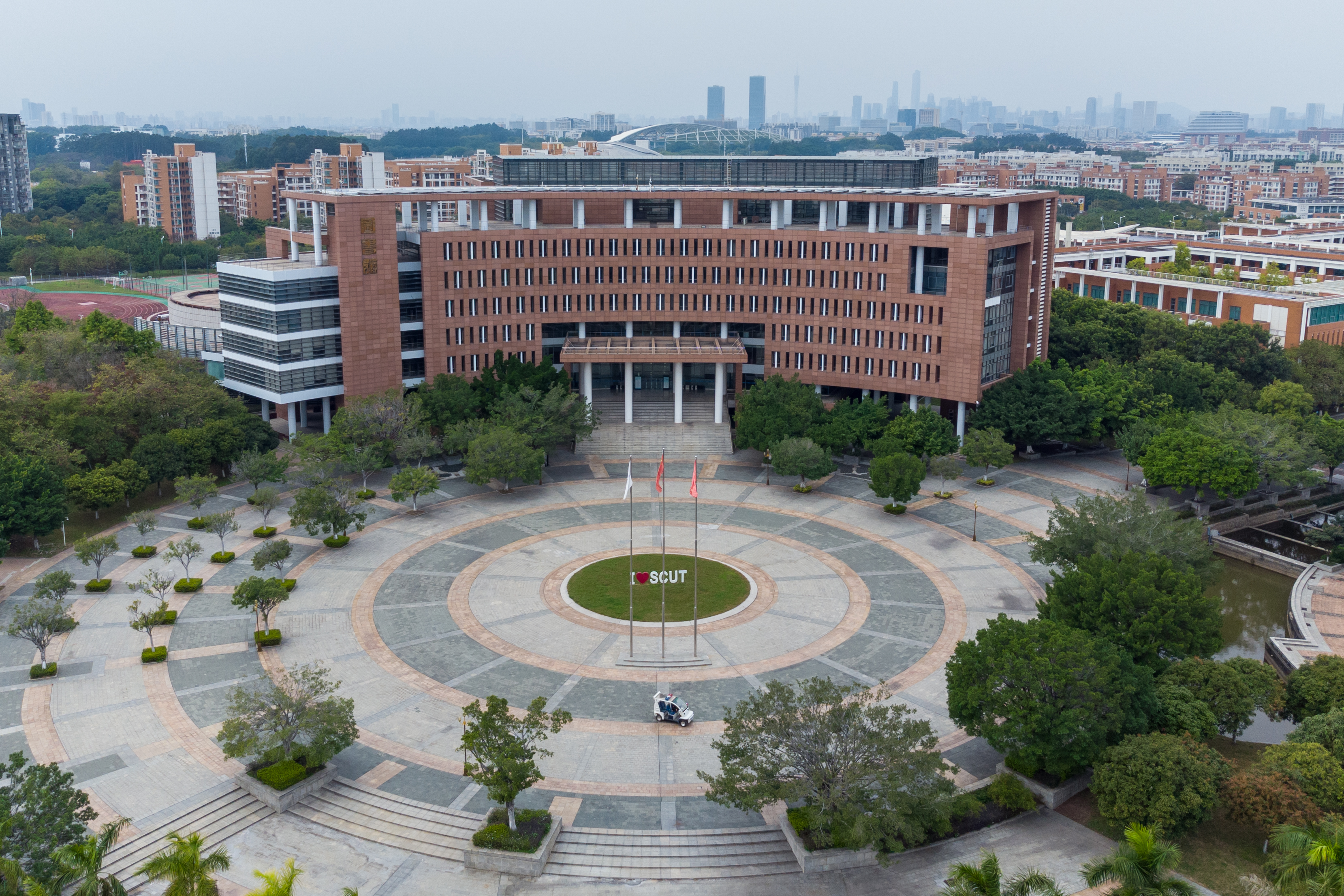
大学城校区分馆

大学城校区分馆位于大学城校区教学区，由华工建筑设计研究院的何镜堂团队设计，于2006年8月落成，建筑面积达4.2万平方米，共有地下一层及地上八层。

### 广州国际校区分馆

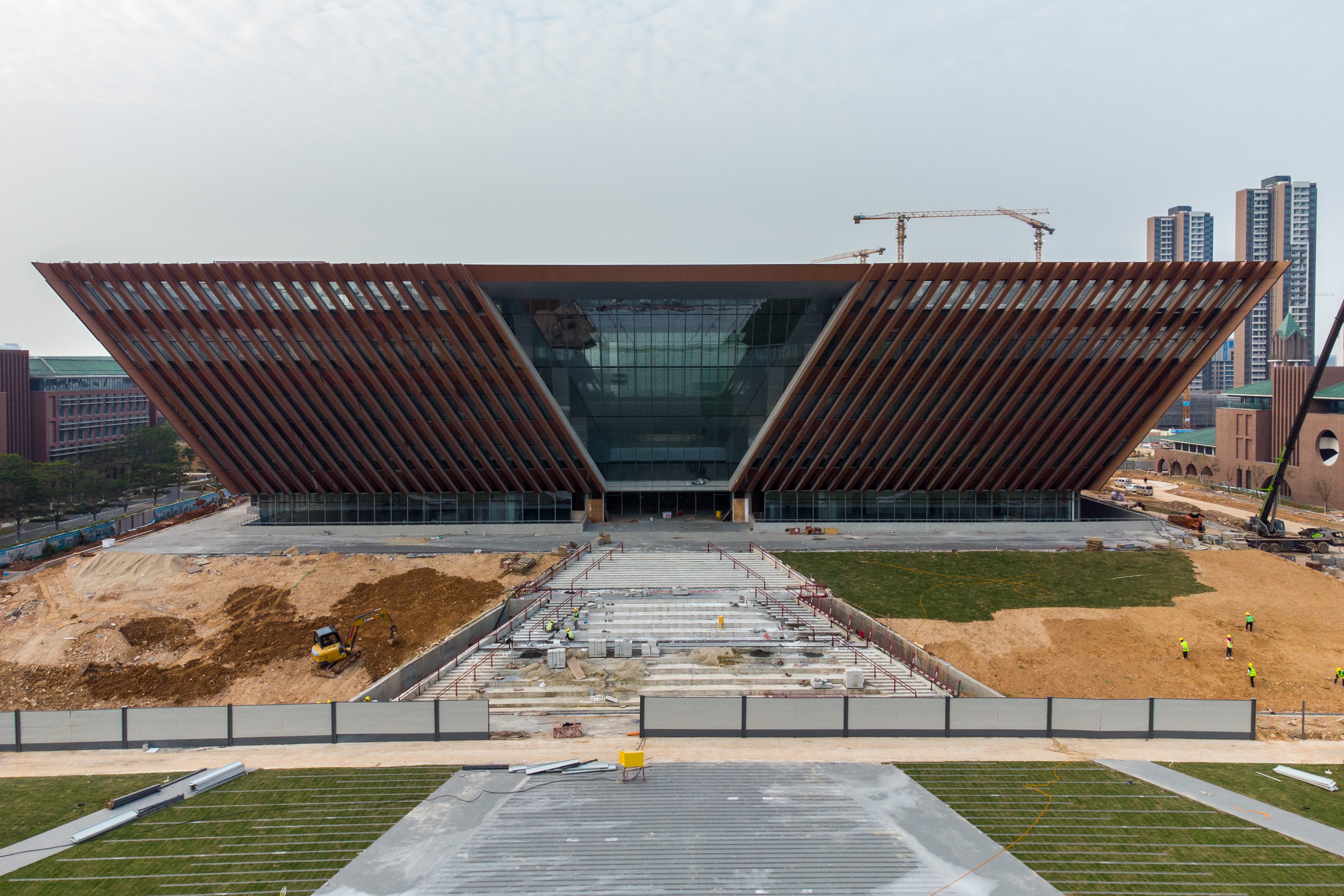
尚未启用的广州国际校区分馆

广州国际校区分馆位于广州国际校区E3栋，由华工建筑设计研究院的倪阳团队设计。2019年9月校区启用时，临时在D5宿舍区建立了两座名为“室静兰香”和“积学储宝”的图书室，供国际校区的学生使用。2022年，图书馆正式落成使用。2023年12月，国际校区图书馆工程入选中国建设工程鲁班奖（国家优质工程），为首个入选该奖的华工校园工程项目。

## 馆务

### 服务

#### 借阅
持华南理工大学一卡通、广州地区高校图书馆联盟通用借阅证和广州大学城十校图书馆有效证件可进入书库进行借阅。教工可借图书15册，研究生可借12册，本科生可借10册，网络、公开、继续教育学院学生可借5册，其他类读者可借图书3册；外借期限为60天。

#### 其他
除一般的借阅外，图书馆还提供科技查新、论文收录与引用、学位论文检测与提交、馆际互借与文献传递、用户培训等服务。

### 平日开放时间
自2020年9月15日起，五山校区总馆、北区分馆、大学城分馆和国际校区图书室的开馆时间统一调整为：周一至周日7:30-22:00（法定节假日除外）。

### 馆际共享
截至2019年12月，除三校区通借通换系统外，华工图书馆加入了下列馆际互借平台：
- CALIS（中国高等教育文献保障系统）馆际互借系统平台
- GALIS广州地区高校图书馆联盟平台
- CASHL（中国高校人文社会科学文献中心）馆际互借系统平台
- 广东省馆际互借系统平台
- 广州地区高校馆际互借系统平台[7]
- 广州大学城十校馆际互借平台[23]

## 备注
1. ↑  十校指：中山大学、华南理工大学、华南师范大学、广东外语外贸大学、广东工业大学、广州大学、广州中医药大学、广东药科大学、广州美术学院、星海音乐学院